# Trennbauwerk
Trennbauwerke sind funktionale Bauteile in Kanalisationssystemen und Kläranlagen, die dazu dienen, z. B. bei starkem, andauerndem Regen überschüssiges Wasser durch Umleitung in Sickerbecken oder Vorfluter von der Kläranlage fernzuhalten, da Kläranlagen nur bestimmte Eintragsmengen an Schmutzwasser verkraften können, um funktionsfähig zu bleiben.

## Funktion
Einfache Trennbauwerke haben die Form eines runden mehrere Meter tiefen Schachtes mit mindestens drei in unterschiedlicher Höhe angeordneten Rohranschlüssen und funktionieren nach dem Überlaufprinzip.
- Schmutzwasserzulauf
- Ableitung zur Kläranlage
- Ableitung für überschüssiges Schmutzwasser (Überlauf)

Übersteigen die anfallenden Schmutzwassermengenen die Kapazität der nachfolgenden Kanalisation oder die der Kläranlage wird das Schmutzwasser aufgestaut und der Füllstand im Trennbauwerk beginnt zu steigen. Erreicht der Stand die Höhe des Überlaufes wird das Schmutzwasser über diesen in Becken oder Vorfluter umgeleitet.
Eine steuerbare, dem Zulauf anpassbare Variante stellt ein Entlastungswehr dar.